# Segunda Categoría de Cotopaxi 2016
El Campeonato Provincial de Segunda Categoría de Cotopaxi 2016 fue un torneo de fútbol en Ecuador en el cual compitieron equipos de la provincia de Cotopaxi. El torneo fue organizado por Asociación de Fútbol No Amateur de Cotopaxi (AFNAC) y avalado por la Federación Ecuatoriana de Fútbol. El torneo empezó el 7 de mayo de 2016 y finalizó el 8 de julio de 2016. Participarán 6 clubes de fútbol y entregó dos cupos a los zonales de la Segunda Categoría 2016 por el ascenso a la Serie B.

## Sistema de campeonato
El sistema determinado por la Asociación de Fútbol No Amateur de Cotopaxi fue el siguiente:
- Se jugó una etapa única con los 6 equipos establecidos, fue todos contra todos ida y vuelta (10 fechas), al final los equipos que terminaron en primer y segundo lugar clasificaron a los zonales  de Segunda Categoría 2016 como campeón y vicecampeón respectivamente.

## Equipos participantes
| Equipos participantes                          | Equipos participantes | Equipos participantes                              |
| ---------------------------------------------- | --------------------- | -------------------------------------------------- |
|                                                |                       |                                                    |
| Equipo                                         | Ciudad                | Estadio                                            |
| Club Deportivo Universidad Técnica de Cotopaxi | Pujilí                | Estadio Jaime Zumarraga                            |
| Estudiantes Fútbol Club                        | Latacunga             | Estadio La Cocha                                   |
| Club Atlético Saquisilí                        | Saquisilí             | Estadio de la Liga Deportiva Cantonal de Saquisilí |
| Club Atlético Ciudad de León                   | Latacunga             | Estadio La Cocha                                   |
| Club Deportivo Panamericana                    | Latacunga             | Estadio La Cocha                                   |
| Sociedad Deportiva Flamengo                    | Latacunga             | Estadio La Cocha                                   |

## Equipos por Cantón
| Cantón    | N.º | Equipos                                                        |
| --------- | --- | -------------------------------------------------------------- |
| Latacunga | 4   | - Estudiantes F. C. - Ciudad de León - Panamericana - Flamengo |
| Saquisilí | 1   | - Atlético Saquisilí                                           |
| Pujilí    | 1   | - UTC                                                          |

## Clasificación
|  |    | Equipo             | PJ | PG | PE | PP | GF | GC | DG  | PTS |
|  | -- | ------------------ | -- | -- | -- | -- | -- | -- | --- | --- |
|  | 1. | Atlético Saquisilí | 10 | 9  | 0  | 1  | 61 | 9  | +52 | 27  |
|  | 2. | UTC                | 10 | 8  | 1  | 1  | 47 | 10 | +37 | 25  |
|  | 3. | Estudiantes F. C.  | 9  | 4  | 1  | 4  | 30 | 15 | +15 | 13  |
|  | 4. | Ciudad de León     | 9  | 4  | 0  | 5  | 23 | 21 | +2  | 12  |
|  | 5. | Flamengo           | 9  | 1  | 1  | 7  | 12 | 49 | −37 | 4   |
|  | 6. | Panamericana       | 9  | 0  | 1  | 8  | 7  | 76 | −69 | 1   |

|  | Campeón y clasificado a los zonales de Segunda Categoría 2016.     |
|  | Vicecampeón y clasificado a los zonales de Segunda Categoría 2016. |

## Evolución de la clasificación
| Equipo / Jornada   | 01 | 02 | 03 | 04 | 05 | 06 | 07 | 08 | 09 | 10 |
| ------------------ | -- | -- | -- | -- | -- | -- | -- | -- | -- | -- |
| Atlético Saquisilí |    |    |    |    |    |    |    |    |    |    |
| Estudiantes F. C.  |    |    |    |    |    |    |    |    |    |    |
| Ciudad de León     |    |    |    |    |    |    |    |    |    |    |
| UTC                |    |    |    |    |    |    |    |    |    |    |
| Panamericana       |    |    |    |    |    |    |    |    |    |    |
| Flamengo           |    |    |    |    |    |    |    |    |    |    |

## Resultados
|  | U.T. de Cotopaxi | 9 - 0  | Flamengo               |  |  |  |  |
|  | Estudiantes F.C. | 0 - 15 | Atlético Saquisilí (C) |  |  |  |  |
|  | Ciudad de León   | -      | Panamericana           |  |  |  |  |

|  |        | - |
|  |        | - |
|  |        | - |
|  | Libre: |   |

|  |        | - |
|  |        | - |
|  |        | - |
|  | Libre: |   |

|  |        | - |
|  |        | - |
|  |        | - |
|  | Libre: |   |

|  |        | - |
|  |        | - |
|  |        | - |
|  | Libre: |   |

|  |        | - |
|  |        | - |
|  |        | - |
|  | Libre: |   |

|  |        | - |
|  |        | - |
|  |        | - |
|  | Libre: |   |

|  |        | - |
|  |        | - |
|  |        | - |
|  | Libre: |   |

|  |        | - |
|  |        | - |
|  |        | - |
|  | Libre: |   |

|  |        | - |
|  |        | - |
|  |        | - |
|  | Libre: |   |

## Campeón
|                                                                                         |
| Club Atlético Saquisilí 2.° título Clasifica a los zonales de la Segunda Categoría 2016 |
| También clasifica Club Deportivo Universidad Técnica de Cotopaxi como vicecampeón.      |